# أبوكاليبس (مارفل)
أبوكاليبس (بالإنجليزية: Apocalypse)‏ إسمه الحقيقي هو إن صباح نور (بالإنجليزية: En Sabah Nur)‏ وهو أقوى متحول وأكبر شرير لفرقة الإكس-من.

## قدراته
تزويد قوة الكائنات الحية.
جعل الكائن جماد.

## ظهوره
رجال-إكس: نهاية العالم

## تجسيده
أوسكار إسحاق

## وصلات خارجية
- أبوكاليبس في ويكي عالم مارفل